# Catharsius philus
Catharsius philus là một loài bọ cánh cứng trong họ Bọ hung (Scarabaeidae).